# Novela das cinco
Novela das cinco é uma faixa de programação televisiva associada às telenovelas brasileiras exibidas na TV Globo, a partir do primeiro semestre de 2026, de segunda-feira a sábado, em torno das 17h00, antes da Novela das seis.
Tradicionalmente, a faixa da tarde das emissoras brasileiras quando se referem às telenovelas, são tomadas por reprises de sucessos, com a prática ficando mais recorrente a partir da década de 1960 com a própria TV Globo, que iniciou as reprises vespertinas com A Grande Mentira em 1968. A partir da década de 1970, a Globo intensificou as suas reprises, que eram transmitidas após a programação local e posteriormente, sucedendo o Jornal Hoje (prática existente desde 2021 com a faixa que leva a alcunha Edição Especial), geralmente de novelas das seis, que iniciou com um compacto de A Cabana do Pai Tomás em 1970 e encerrou com À Sombra dos Laranjais em 1980. A partir da reapresentação de Dona Xepa em 1980, as novelas passaram a ser reexibidas no Vale a Pena Ver de Novo, que até então reprisava reportagens dos telejornais da Globo e do Globo Repórter.
Outras emissoras começaram a reexibir suas novelas nas tardes como o SBT desde 1983, quando popularizou o termo Novelas da Tarde, por exibir também títulos estrangeiros inéditos, tendo êxito com boa parte deles.

## Criação do horário
No dia 28 de setembro de 2021, a Globo anuncia o cancelamento das produções de Malhação: Transformação e Malhação: Eu Quero Ser Feliz após ser analisado o desgaste da fórmula da soap opera Malhação, que estava sem lançar temporadas novas desde Toda Forma de Amar, com esta tendo o final antecipado e modificado por conta das medidas sanitárias contra a Pandemia de COVID-19, encerrando uma fórmula que durou quase 27 anos consecutivos, entre 1995 a 2022. Com o anúncio, a emissora estudou a criação de uma nova faixa de novelas inéditas, ocupando o espaço de Malhação. Nesta faixa, seriam criados textos mais curtos, com a máxima de 50 capítulos e um elenco mais enxuto, apostando em talentos novos.
Quatro anos depois dos primeiros estudos do novo formato de telenovelas, em 28 de abril de 2025, é noticiado que a TV Globo estaria planejando lançar um novo horário de novelas e que este seria na faixa posterior ao Vale a Pena Ver de Novo e antecedendo as novelas das seis, na faixa que originalmente pertencia à Malhação. A produção da primeira novela da nova faixa ficaria por conta de Walcyr Carrasco, que produziu dez capítulos para avaliação. A ideia é que o novo horário possua títulos curtos, com a máxima de 60 capítulos, e seja baseado em doramas, ou seja, seguindo o modelo das produções sul-coreanas, com foco total em romances dramáticos. A novela recebeu como título provisório Vidas Paralelas. Outros títulos também foram previstos como Quem é Morto Sempre Aparece e Como se Livrar de Um Grande Amor.
Em 1.º de julho de 2025, Cristianne Fridman foi a escolhida para dar continuidade ao texto, assumindo praticamente toda a novela, enquanto que Carrasco ficaria responsável apenas pelos primeiros capítulos. A trama marca o retorno de Fridman à TV Globo desde Malhação 2003, quando esteve na equipe de roteiristas. A novela foi aprovada pela direção no dia 11 de julho após serem analisados os primeiros pilotos.